# Échelle d'évaluation globale du fonctionnement
Pour les articles homonymes, voir EGF et GAF.
L’Échelle d'Évaluation Globale du Fonctionnement (EGF, ou GAF en anglais, pour Global Assessment of Functioning) est une échelle numérique (allant de 0 à 100) utilisée en psychiatrie pour évaluer le fonctionnement psychologique, social et professionnel d’un individu. Il s’agit d’un continuum hypothétique allant de la santé mentale à la maladie.
Cette échelle permet de coter l’axe V du DSM-IV.

## Cotation
Un score de 0 à 100 est attribué au patient en tenant compte uniquement du fonctionnement psychologique, social et professionnel actuel. Il ne faut pas inclure les altérations du fonctionnement causées par des limitations physiques ou environnementales.
Afin de rendre compte de l'éventuelle variabilité au jour le jour, la cotation de l'EGF est parfois opérationnalisée comme étant le niveau de fonctionnement le plus bas pour la semaine précédente.
En cas de comorbidité psychiatrique, incluant plusieurs scores EGF, c'est le score le plus bas qui doit être retenu.
Les résultats de la cotation sont reportés sur l'Axe V comme suit : EGF = note de 0 à 100 et la période évaluée entre parenthèses. Par exemple :
Axe V   EGF = 83 (niveau le plus élevé de l'année écoulée)

## EGF / GAF
91–100Niveau supérieur de fonctionnement dans une grande variété d'activités. N'est jamais débordé par les problèmes rencontrés. Est recherché par autrui en raison de ses nombreuses qualités. Absence de symptômes.
81–90Symptômes absents ou minimes (p. ex., anxiété légère avant un examen), fonctionnement satisfaisant dans tous les domaines, intéressé et impliqué dans une grande variété d'activités, socialement efficace, en général satisfait de la vie, pas plus de problèmes ou de préoccupations que les soucis de tous les jours (p. ex., conflit occasionnel avec des membres de la famille).
71–80Si des symptômes sont présents, ils sont transitoires et il s'agit de réactions prévisibles à des facteurs de stress (p. ex., des difficultés de concentration après une dispute familiale) ; pas plus qu'une altération légère du fonctionnement social, professionnel ou scolaire (p. ex., retard temporaire du travail scolaire).
61–70Quelques symptômes légers (p. ex., humeur dépressive et insomnie légère) ou une certaine difficulté dans le fonctionnement social, professionnel ou scolaire (p. ex., école buissonnière épisodique ou vol en famille) mais fonctionne assez bien de façon générale et entretient plusieurs relations interpersonnelles positives.
51–60Symptômes d'intensité moyenne (p. ex., émoussement affectif, prolixité circonlocutoire, attaques de panique épisodiques) ou difficultés d'intensité moyenne dans le fonctionnement social, professionnel ou scolaire (p. ex., peu d'amis, conflits avec les camarades de classe ou les collègues de travail)..
41–50Symptômes importants (p. ex., idéation suicidaire, rituels obsessionnels sévères, vols répétés dans les grands magasins) ou altération importante du fonctionnement social, professionnel ou scolaire (p. ex. absence d'amis, incapacité à garder un emploi).
31–40Existence d'une certaine altération du sens de la réalité ou de la communication (p. ex., discours par moments illogique, obscur ou inadapté) ou déficience majeure dans plusieurs domaines, p. ex., le travail, l'école, les relations familiales, le jugement, la pensée ou l'humeur (p. ex., un homme déprimé évite ses amis, néglige sa famille et est incapable de travailler ; un enfant bat fréquemment des enfants plus jeunes que lui, se montre provocant à la maison et échoue à l'école).
21–30Le comportement est notablement influencé par des idées délirantes ou des hallucinations ou troubles graves de la communication ou du jugement (p.ex., parfois incohérent, actes grossièrement inadaptés, préoccupation suicidaire) ou incapable de fonctionner dans presque tous les domaines (p. ex., reste au lit toute la journée, absence de travail, de foyer ou d'amis).
11–20Existence d'un certain danger d'auto ou d'hétéro-agression (p. ex., tentative de suicide sans attente précise de la mort, violence fréquente, excitation maniaque) ou incapacité temporaire à maintenir une hygiène corporelle minimale (p. ex., se barbouille d'excréments) ou altération massive de la communication (p. ex., incohérence indiscutable ou mutisme).
1–10Danger persistant d'auto ou d'hétéro-agression grave (p. ex., accès répétés de violence) ou incapacité durable à maintenir une hygiène corporelle minimale ou geste suicidaire avec attente précise de la mort.
0Information inadéquate.

## Fiabilité
Dans les études réalisées par les chercheurs, la fiabilité inter-juges mesurée par le coefficient de corrélation intra-classes pour l’EGF s’étend de .61 à .91. L’erreur standard s’étend de 5 à 8 points.
Cette même fiabilité inter-juges est clairement inférieure lorsqu’elle est calculée sur base des jugements des cliniciens : de .54 à .65.
Selon Luborsky & Bachrach, la fiabilité de cotation de l’EGF est associée à l’expérience de l’évaluateur, à la connaissance et l’entrainement à l’utilisation de l’échelle.
Si les résultats obtenus par les chercheurs sont satisfaisants, ceux obtenus par les cliniciens invitent à une grande prudence d’interprétation.